# خشنة ساجورية
خشنة ساجورية أو أسبرولة ساجورية أو الجؤيسئة أو أسبرولة خانقة الكلب أو طوق الكلب (الاسم العلمي Asperula cynanchica)، نبات صغير من فصيلة الفوية.
ينمو بضُمات مُنبسطة في مرجات الغاب. أوراقه دوارية الارتكاز رباعية التجميع (اربع إلى ست اوراق خضراء رفيعة تحيط بكل مفصل). الساقية منها سنانية الشكل الضيق، مخرزية الرأس. العُليا مُتقابلة.
تعرف هذه العشبة أيضا بعشبة اللوزتين، عمرها يدوم لاكثر من سنتين تنمولا رتفاع يتراوح 30 سم بالإضافة إلى جذوع رشيقة مربعة الشكل، لها أزهار بيضاء أو وردية اللون تشكل خيمات، مُسطرة بالأحمر أو الأبيض النقي، سنمية التجميع الهامي الارتكاز، حيث تُشكل عنقًا كاذبًا مُتصبًا.
كان هذه النبات يُستعمل في الماضي على شكل غرغرات لمعالجة آلام الحنجرة. جذرها يُمكنه أن يحل محل الفُوَّة، وتستعمل هذه النبتة لشفاء ومعالجة الجروح والخدوش الحديثة وذلك عن طريق دقها (طحنها).

## مكان تواجدها
تتواجد في عدة اماكن مناخية الاراضي الكلسية، المراعي الجافة، الكثبان والغابات.

## وقت الازهار
تزهر هذه النبتة في أواخر الربيع.